# 베이요 메리
베이요 배이뇌 발보 메리(핀란드어: Veijo Väinö Valvo Meri, 1928년 12월 31일~2015년 6월 21일)는 핀란드의 시인, 소설가, 극작가이다. 주로 전쟁을 묘사한 소설과 희곡을 집필했으며 인물 묘사를 통해 전쟁과 그 부조리에 초점을 맞췄다.

## 작품
- 〈마닐라 로프〉(Manillaköysi, 1957)
- 〈1918년의 사건들〉(Vuoden 1918 taphatumat, 1960)
- 〈거울 속의 여자〉(Peiliin piiretty nainen, 1963)
- 〈장군의 운전병〉(Everstin autonkuljettaja, 1966)
- 〈병사 요키넨의 결혼휴가〉(Sotamies Jokisen vihkiloma, 1965)
- 〈가족〉(Suku, 1968)